# Симбирское епархиальное женское училище
Симбирское епархиальное женское училище — женское училище в Симбирске, существовавшее в 1876—1918 годах. С 1990 года — здание епархиального женского училища является памятником градостроительства и архитектуры регионального значения.
 Объект культурного наследия народов РФ регионального значения. Рег. № 731710810300005 (ЕГРОКН). Объект № 7300260000 (БД Викигида)

## История

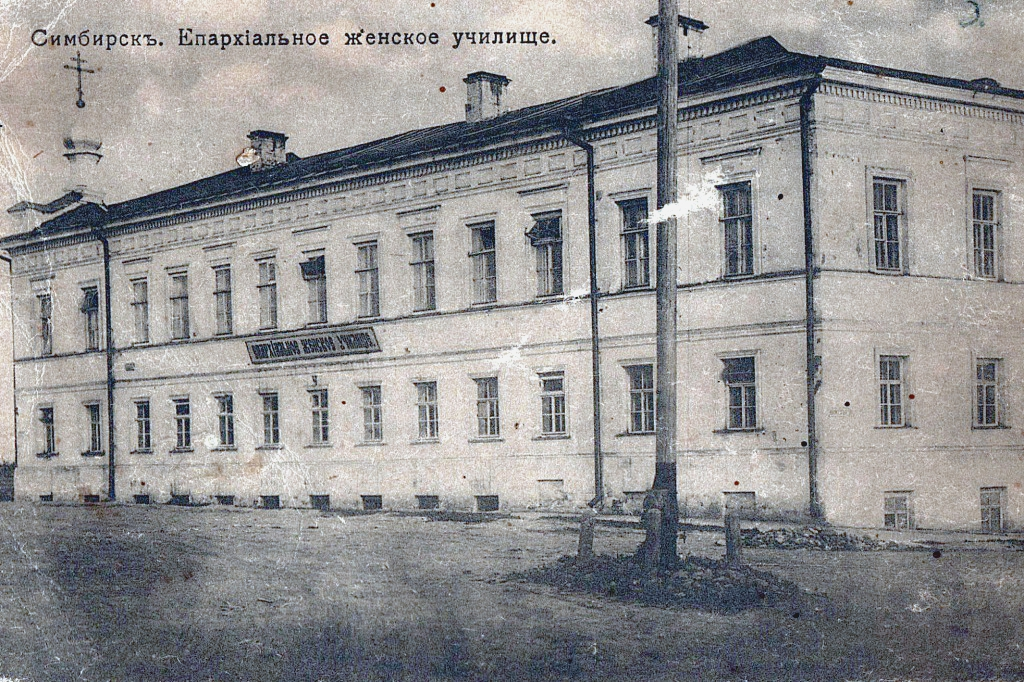
Епархиальное женское училище.

В 1842 году Симбирским архиепископом Феодотием был открыт приют для девочек-сирот из духовного сословия при Спасском женском монастыре. Игуменья Серафима предоставила одно из монастырских зданий и предложила помощь сестёр в обучении сирот рукоделием и домашнему хозяйству. Учителями вызвались быть местные священнослужители и преподаватели семинарии. А в октябре 1847 года был открыт приют для девиц-сирот духовного звания при Спасском монастыре. В одноэтажном доме помещались: классная комната, комната для рукоделий, спальня, столовая, помещение надзирательницы. Воспитанниц обучали Закону Божьему, русскому языку, истории, арифметике и чистописанию.

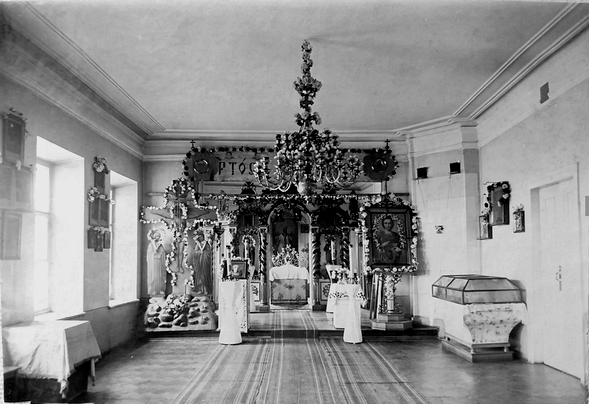
Введенская домовая церковь.

В 1858 году, после кончины Феодотия, на Симбирскую кафедру был назначен епископ Евгений (Сахаров-Платонов), при котором приют был преобразован в училище для девиц духовного звания. Это произошло около 1870 года, после утверждения в 1868 году Устава епархиальных училищ. Училище было двухклассным, принимались в него уже не только сироты, но и дочери здравствующих священнослужителей. Выпускницы могли быть домашними и сельскими учительницами.  
В 1863 году цесаревич Николай Александрович (сын Александра II) посетил Спасский женский монастырь, где настоятельница, игуменья Серафима, благословила Его Высочество иконою Спасителя, вышитою по карте золотом, работы монашествующих сестёр. Здесь же, на монастырском дворе, Его Высочество был в училище для девиц духовного звания, удостоил принять поднесённую воспитанницами салфетку, искусно вышитую шёлками.  

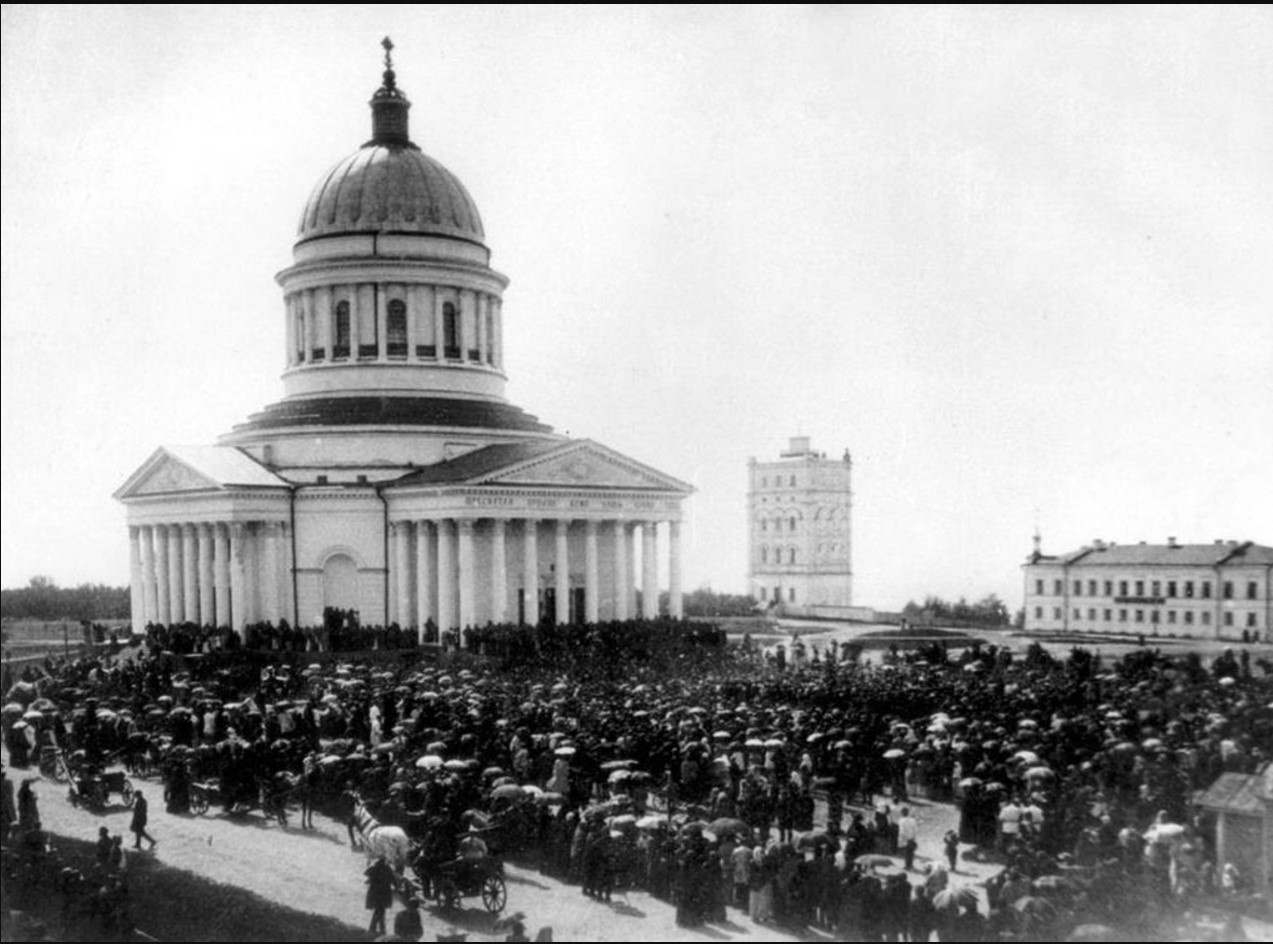
Соборная площадь в день приезда Иоанна Кронштадтского (1894). На дальнем плане видны Владимирская башня, Владимирский сад и Епархиальное женское училище.

7 декабря 1874 года в Симбирск прибыл новый епископ Феоктист (Попов), при котором было преобразование женского духовного училища в епархиальное, с правами женских гимназий и одинаковой с ними программой. 16 августа 1876 г. состоялось открытие Симбирского епархиального женского училища, трехклассного, с двухгодичным курсом, для девиц православного исповедания всех сословий, причём с детей духовенства никакой платы не взималось, а за ученье других воспитанниц установлена небольшая плата. Для училища духовным ведомством у землевладельца Н. А. Карпова был приобретён за 21 тыс. руб. каменный 2-этажный дом с садом на Соборной площади.
В 1881 году в здании Епархиального училища, на средства епархиального духовенства и добровольные пожертвования, была устроена домовая церковь — Введенский храм. Престол в ней один — в честь Введения во храм Пресвятые Богородицы. Причт при ней состоял из одного священника. Председателем Симбирского епархиального училищного совета были: Гурий (Охотин), Медведков Сергей Степанович, Садовский Владимир Петрович; членами совета: Антоний (Флоренсов).
В 1888 году, по проекту архитектора М. Г. Алякринского, к основному зданию была построена пристройка из красного кирпича.
Осенью 1918 года Симбирское епархиальное женское училище реорганизовано в гимназию общего типа, затем сменившую ряд названий. В 1941 году  в здание был создан эвакогоспиталь № 1647, на базе которого в 1945 году был открыт Областной госпиталь для инвалидов Великой Отечественной войны, ныне Ульяновский областной клинический госпиталь ветеранов войн, и сейчас занимающий историческое здание.

## Начальницы училища
- Со дня открытия в 1876 г. до 1898 года начальницей епархиального училища была Надежда Лукинична Лукашевич;
- В 1898 году её сменила Варвара Александровна Аксёнова;
- С 1905 года и почти год должность начальницы училища оставалась вакантной, обязанности временно исполняла старшая воспитательница В. Д. Михайловская;
- Анна Гавриловна Эленд заступив на должность в сентябре 1906 г., в январе 1908-го она оставила училище по болезни и через 2 месяца скончалась.
- Более года продолжалось обсуждение вопроса о новой начальнице епархиального училища, рассматривалось не менее 10 кандидатур. Наконец, в ноябре 1909 г. совет училища большинством голосов избрал Глафиру Ивановну Лаврову. Весной 1917 года она подала прошение об увольнении;
- С 1917 года и до закрытия обязанности временно исполняла воспитательница Е. И. Семёнова.

## Преподаватели
- С 1876 по 1899 годы в домовой церкви служил и преподавал в училище священномученик протоиерей Неофит Любимов[16][17].
- Раменский Алексей Пахомович, с 1875 года — преподавал гражданскую историю в епархиальном женском училище[18].
- Орлов Димитрий Николаевич, с 1849 по 1866 гг. преподавал словесность, св. писание, латинский язык, историю библейскую и церковную, всеобщую и русскую, церковное законоведение, историю и обличение раскола, настоятелем церкви с 1853 по 1866 гг.[19].
- Халколиванов Иван Егорович — преподаватель словесности (1840—1845)[20].
- Протоиерей Дмитрий Павлович Ахматов,  с 1914 по 1917 годы был инспектором классов и законоучителем[21].

## Современность
Внешний вид здания сохранился без особых изменений, утрачена лишь домовая церковь. В настоящее время в здании располагается Ульяновский областной клинический госпиталь ветеранов войн. Решением Исполнительного комитета Ульяновского областного Совета народных депутатов «О мерах по улучшению работы по охране памятников истории и культуры в Ульяновской области» № 79 от 12.02.1990 года, здание Женского епархиального училища. Вторая половина XIX в. – начало XX в., признано памятником градостроительства и архитектуры.

## Галерея

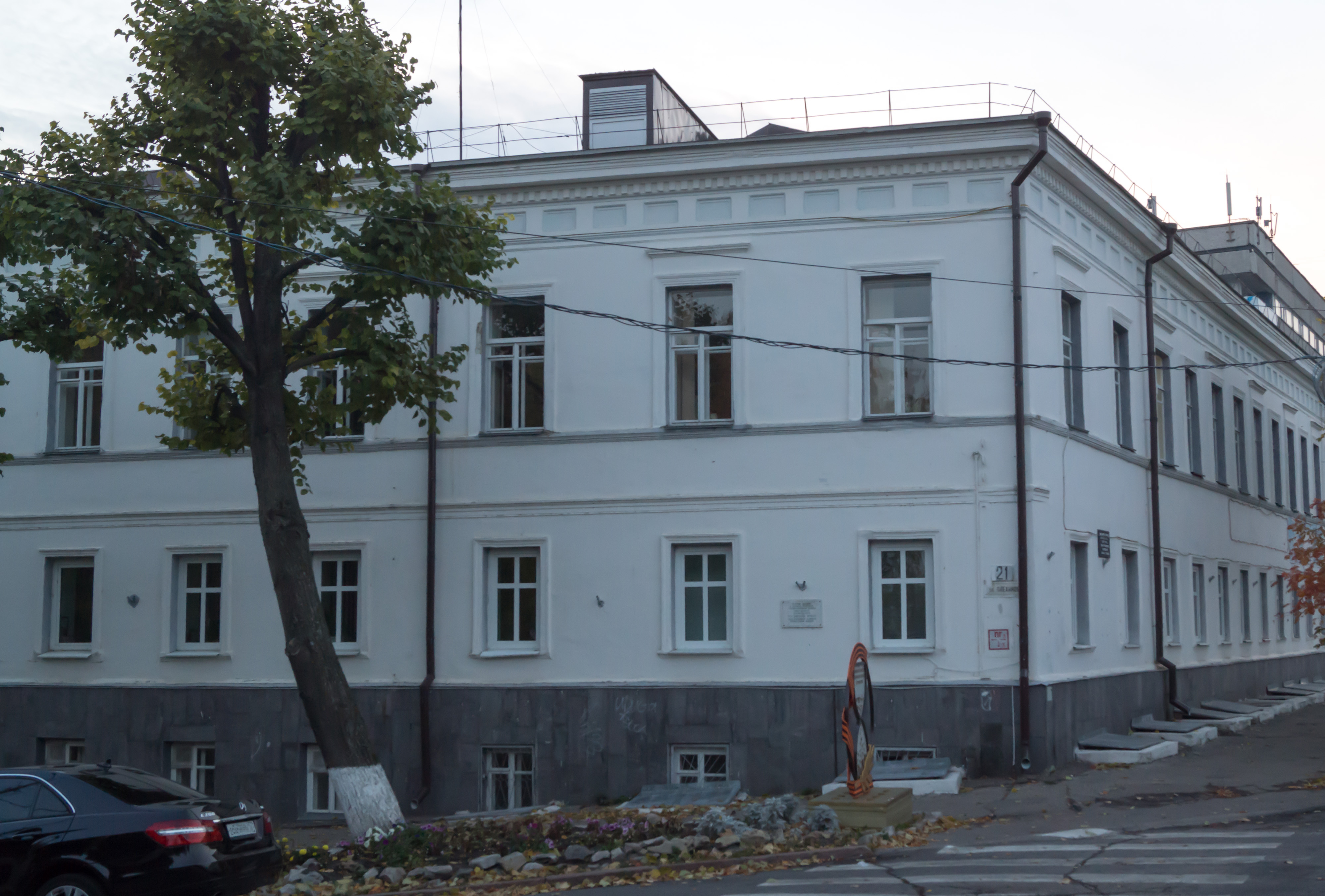
Здание женского епархиального училища.
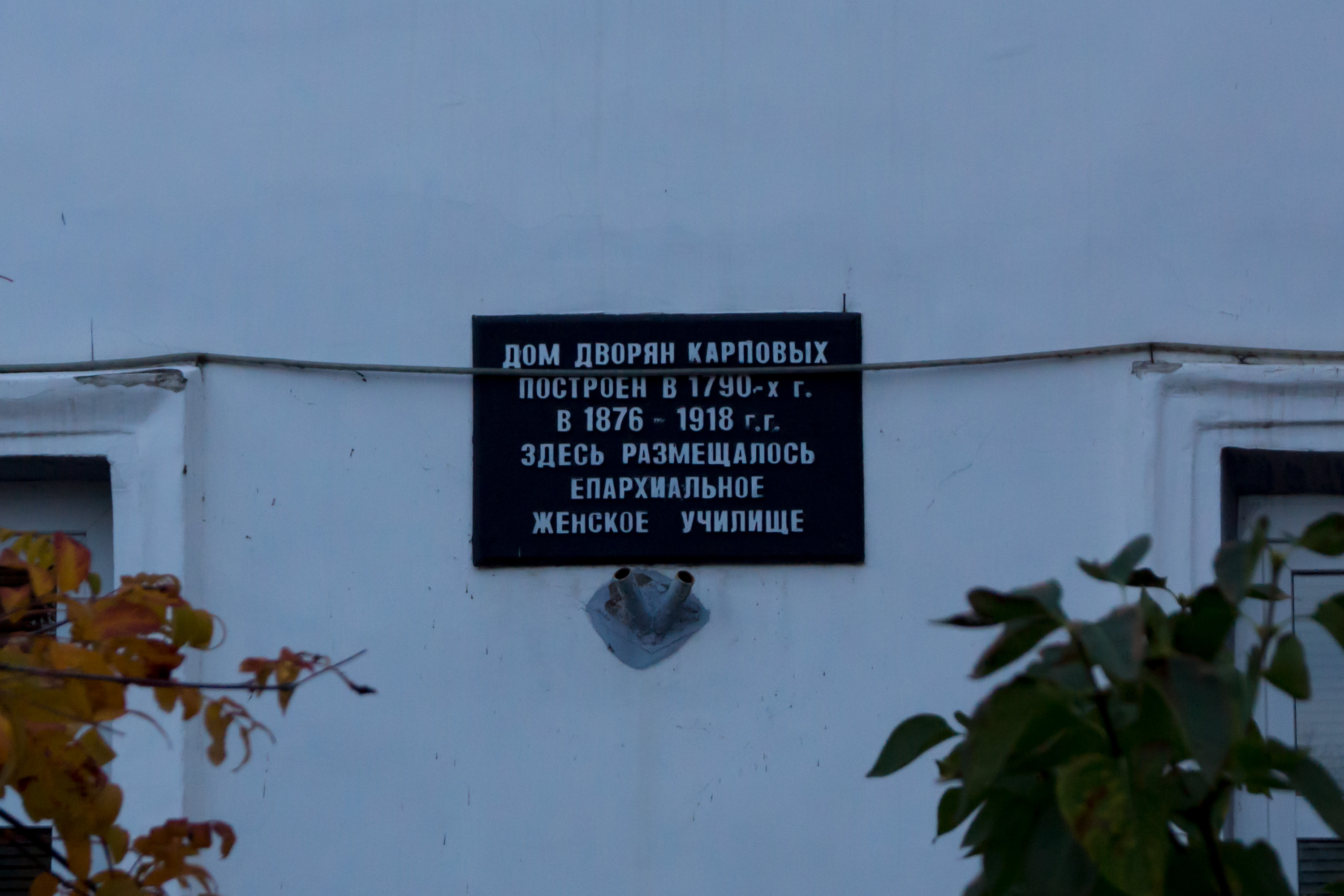
Памятная доска на здании женского епархиального училища.
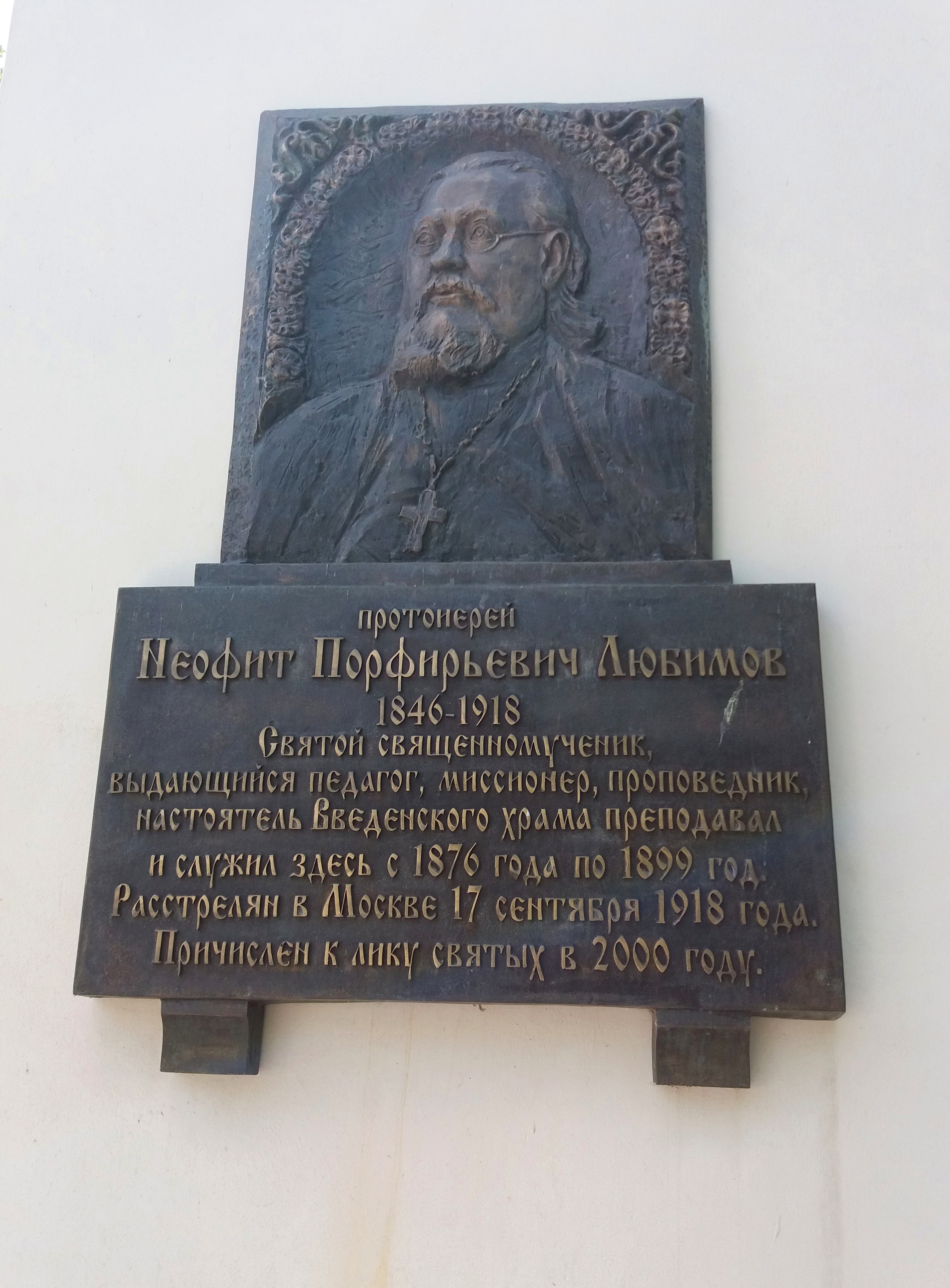
Мемориальная доска Неофиту Любимову.
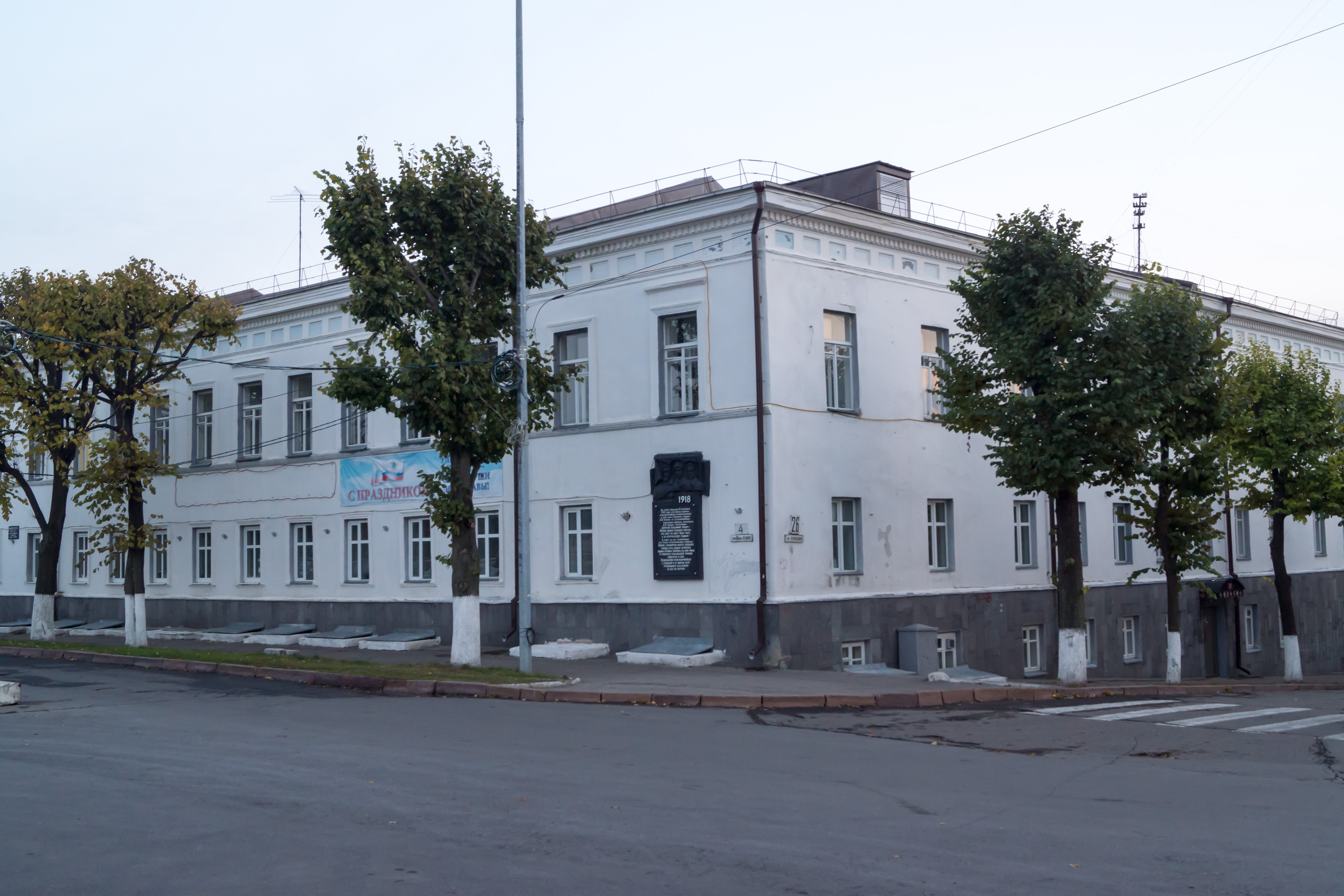
Здание женского епархиального училища.